# غلثى بترائية
غلثى بترائية (الاسم العلمي:Caralluma petraea) هي نوع من النباتات تتبع جنس الغلثى من الفصيلة الدفلية.